# Kaxabu
Il popolo Kaxabu è un sottogruppo dell'etnia Pazeh di aborigeni taiwanesi, facente parte dello stesso gruppo etno-linguistico. Insieme ai Pazeh, i Kaxabu risiedono attualmente nella regione interna di Taiwan, principalmente nella città di Puli, Contea di Nantou.